# Schoenoplectiella oxyjulos
Schoenoplectiella oxyjulos är en halvgräsart som först beskrevs av Sheila Spenser Hooper, och fick sitt nu gällande namn av Kaare Arnstein Lye. Schoenoplectiella oxyjulos ingår i släktet Schoenoplectiella och familjen halvgräs. Inga underarter finns listade i Catalogue of Life.